# Jou
Jou is een plaats (freguesia) in de Portugese gemeente Murça en telt 794 inwoners (2001).